# L'anello maledetto
L'anello maledetto (Horrors of the Black Ring) è l'ottantesimo libro della serie horror per ragazzi Piccoli brividi, scritta da R. L. Stine.

## Trama
La storia parla di una ragazza chiamata Beth Welch, che ha una sorella rompiscatole chiamata Amanda ed è spesso infastidita da un compagno di scuola chiamato Anthony Paul Gonzales. La sua insegnante è una giovane bella e buona chiamata Melanie Gold, che porta tuttavia al dito uno strano anello nero con un volto sopra che le è impossibile levare.
Un giorno, dopo scuola, Beth salva un uccellino che stava per essere schiacciato dalla bicicletta di Anthony; lo porta a casa e lo chiama Cippy. Beth scopre inoltre che sulla lavagna della sua classe è stato scritto che la festa di primavera, evento organizzato dalla scuola, era destinata a finire male; pensa che sia stata scritta da Anthony, ma poi riceve una telefonata in cui le viene trasmesso un simile messaggio... e scopre che sua sorella è al telefono.
Nel frattempo a scuola accadono alcuni incidenti (come vermi nei dolci per la festa), ma Beth e i suoi amici decidono di proseguire lo stesso con i preparativi. La festa procede come previsto e tutto pare andare bene, finché un uomo mascherato rapisce Amanda, mentre nella palestra in cui si svolge il party avvengono diversi incidenti (come attacchi di sciami di vespe). La polizia riesce però a catturare il rapitore: la signora Melanie!
Mentre viene portata via le cade l'anello nero, che viene raccolto e indossato da Beth; la ragazza si accorge però di non riuscire più a toglierlo. Da quel momento comincia a sentirsi violenta, e a fare un sacco di scherzi perfidi ai compagni di scuola (distrugge la bici e gli occhiali di Anthony e chiude un ragazzo in un armadietto). Ben presto, Beth capisce che è l'anello a renderla malvagia. Torna a casa tentando di toglierselo, ma non ci riesce: dal gioiello esce lo spirito malvagio che lo infesta e cerca di catturarla. All'ultimo secondo riesce però a togliersi l'anello e a infilarlo alla zampa di Cippy, ormai morente; lo spirito viene dunque catturato nel corpo dell'uccellino e muore assieme ad esso.
Dopo aver sepolto Cippy e l'anello, e quando sembra tutto concluso, la sorella Amanda torna a casa con un anello nero (proprio come quello che aveva Beth) e anche questo ha una faccia sopra.

## Personaggi
- Beth Welch: la protagonista della storia. Detesta la sorellina Amanda e il suo coetaneo Anthony.
- Anthony Paul Gonzales: un pestifero, vanesio e arrogante compagno di classe di Beth. Si diverte molto a fare dispetti a tutti.
- Amanda Welch: la fastidiosa sorellina di Beth che pretende le sue attenzioni continuamente.
- Melanie Gold: la giovane e bella professoressa della classe di Beth. Si ritrova ad essere posseduta dallo spirito malvagio dell'anello.
- Danny Jacobs: uno degli amici di Beth, la quale è segretamente innamorata di lui.

## Edizioni
- R. L. Stine, L'anello maledetto, traduzione di Cristina Scalabrini, collana Piccoli brividi, Arnoldo Mondadori Editore, 2001,  p. 139, ISBN 88-04-49473-5.